# أودي إي-ترون

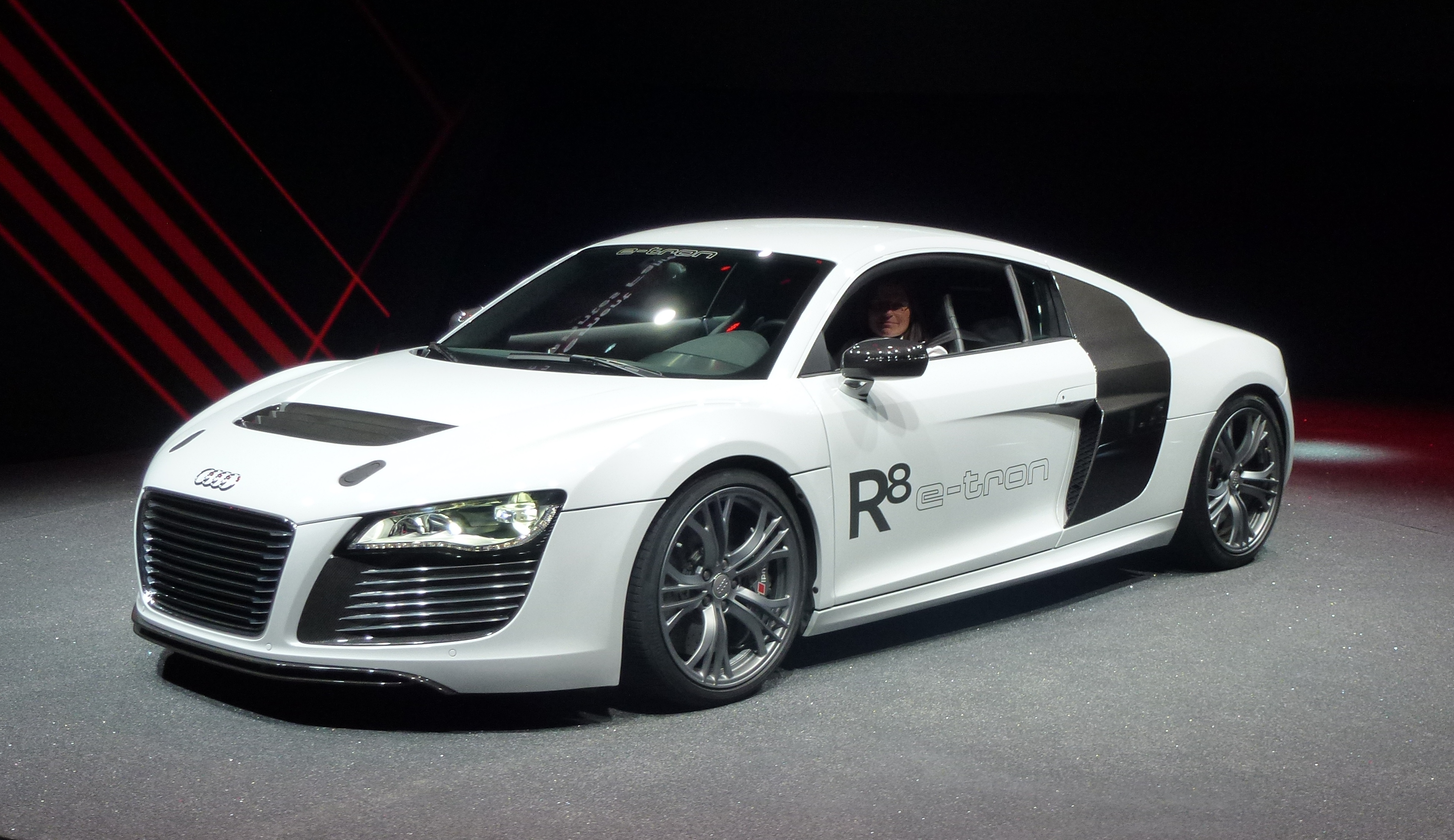
Audi R8 e-tron في معرض السيارات الدوليIAA 2011.

أودي إي-ترون Audi e-tron أو أيضا e-tron Frankfurt Showcar هي سيارة عرضت لأول مرة في معرض السيارات الدولي IAA 2009 أنتجتها شركة أودي وهي سيارة كهربائية.

## مقدمة
السيارة إي-ترون هي سيارة كهربائية رياضية بعكس السيارات الكهربية الآخرى. ويرجع تصميمها إلى تصميم السيارة أودي آر8 ، ولكن مظهرها يظهر أكثر حداثة ومستقبلية.
تسرع السيارة إي -ترون من 0 إلى 100 كيلومتر في الساعة خلال 8و4 ثانية ؛ وعند التسريع المرحلي بين السرعتين من 60 إلى 120 كيلومتر/الساعة فهي تحتاج إلى 1و4 ثانية فقط. وقد حدد المصنع أقصي سرعة للسيارة بـ 200 كيلومتر في الساعة من أجل المحافظة على سلامة المركم الكهربائي. ويصل مداها إلى نحو 248 كيلومتر.
صنعت قاعدة السيارة التي تزن نحو 1600 كيلوجرام من الألمونيوم ، كما صنعت المقصورة من البلاستيك المقوى بالألياف الكربونية CFK.

## سيارات الطراز
أنتجت شركة أودي عدة سيارات من النوع إي-ترون وعرضتها في المعارض الدولية أو سوف تعرضها مستقبلا:

### سيارات بأفكار خاصة

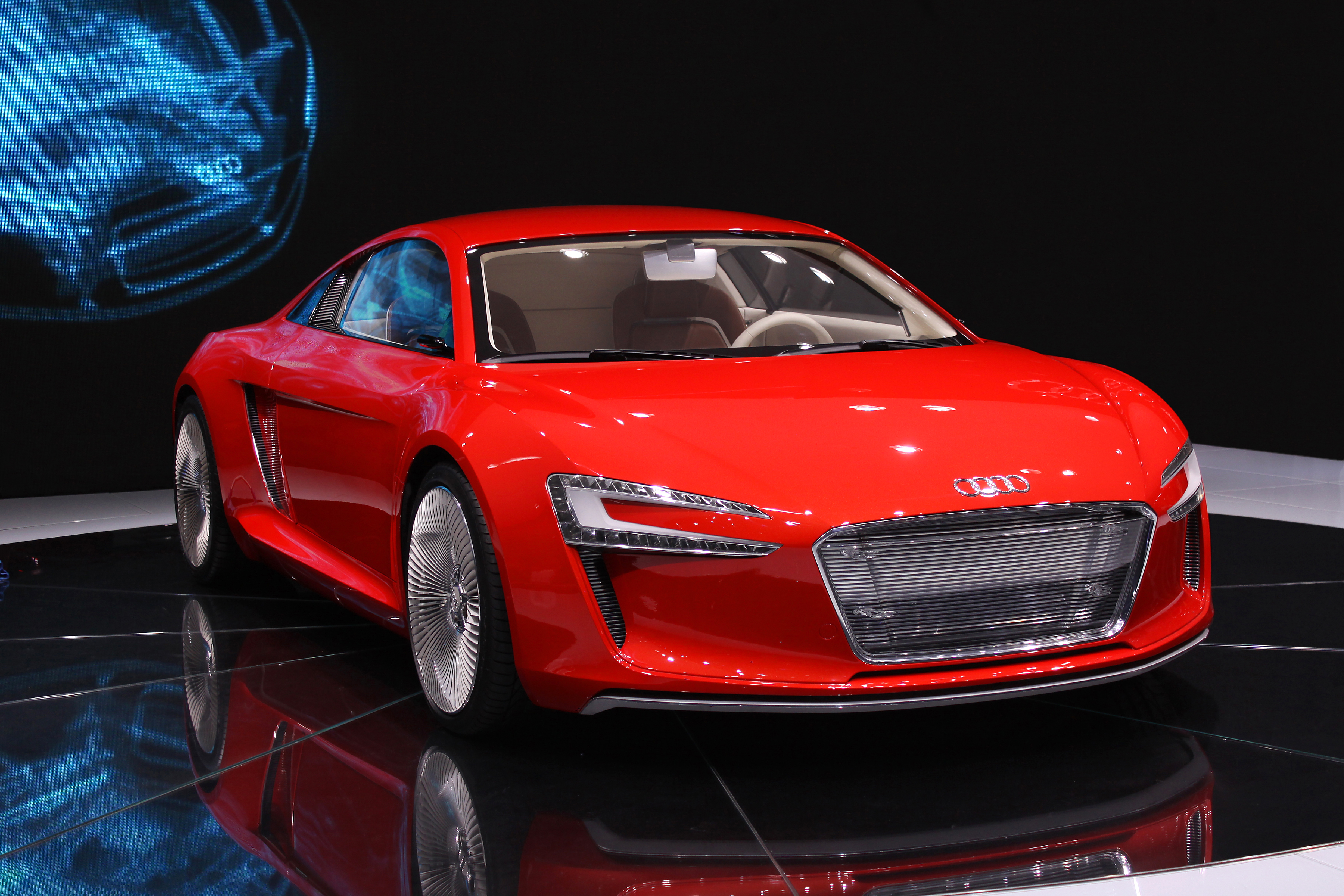
Audi e-tron "Frankfurt"

- أودي إي-ترون فرانكفورت : عرضت في عام 2009 في معرض السيارات الدولي IAA في فرانكفورت كسيارة رياضية عالية الأداء ، وكانت سيارة كهربائية خالصة ذات أربعة محركات كهربائية تقوم بتحريك الأربعة عجلات.
- أودي إي-ترون دترويت : عرضت في عام 2010 في معرض السيارات الدولي لأمريكا الشمالية

NAIAS في مدينة دترويت ، وهي نموذج خفيف من سيارة معرض فرانكفورت ؛ ذات محرض حركة مماثل لنموذج فرانكفورت ، ما عدا أن العجلتين الخلفيتين تقومان بتحريك السيارة وأقل قدرة .
- أودي إي -ترون سبايدر : عرضت في معرض باريس للسيارات في عام 2010 ، وهي سيارة صممت على أساس السيارة التي عرضت في ديترويت ، وهي في شكل «كابريوليه» ؛ محرض الحركة هجين يشتغل بالكهرباء و بمحرك ديزل TDI Motor .
- أودي إيه3 إي-ترون : وهي مشابهة للنوع أودي إيه3 ، وعرضت في معرض شنغهاي في عام 2011 كسيارة اختبارية؛ محرض الحركة هجين ويعمل بمحرك كهربائي ومحرك احتراق داخلي نوع TFSI .
- أودي إيه2 إي-ترون Audi A2 e-tron: فكرة سيارة جديدة من نوع أودي إيه2 ، كانت من المفروض أن تنتج بأعداد كبيرة في عام 2013 على أساس أن تكون سيارة كهربائية بالكامل ، على أن تطور مستقبلا إلى بلج-إن-هيبريد Plug-in-Hybrid[1][2][3][4][5] ولكن بسبب الاستغناء عن ماركة أودي إيه2 الجديدة فلم يصبح هناك داعيا للاستمرار في تنفيذ إنتاج إيه2 إي-ترون بأعداد كبيرة.[6]

### أنباء
- أودي إيه3 إي-ترون : عرضت السيارة في المعرض الدولي للسيارات 2013 كسيارة تعرض في الأسواق ، مشابهة للسيارة أودي إيه3 رياضية إي -ترون كسيارة بلج-إن-هيبريد. من المفترض أن تعرض في الأسواق خلال النصف الثاني لعام 2014.[7]
- أودي آر8 إي-ترون: وهي الأخت الكهربائية للسيارة أودي آر8 وتعمل بمحض حركة كهربائي فقط (محركان كهربيائيان قدرتهما الكلية 280 كيلوواط/ 381 حصان وعزم دوران قدره 820 نيوتن.متر. طبقا للإعلان يبدأ إنتاج تلك السيارة بأعداد كبيرة في نهاية عام 2012.[8][9][10]

في نوفمبر 2012 سحبت شركة أودي تلك السيارة من السوق ولم تعطي معلومات عن بدء إنتاجها من جديد. وقد أوضحت الشركة ذلك بأنه نتيجة للتكلفة العالية لتلك السيارة . ثم نشرت مجلات السيارات أن مدى السيارة يبلغ 215 كيلومتر مما يعتبر مدى قصيرا .
في نوفمبر أعلن مدير قسم التقنية بشركة أودي أن بدء إنتاج أودي آر8 إي -ترون سيكون في يناير 2015.
- أودي إيه1 إي-ترون: وهي سيارة هجين متطورة من أودي إيه1 ؛ وطبقا للإعلان يبدأ إنتاجها وعرضها في الأسواق في مطلع عام 2013 . محرك الحركة كهربائي بالإضافة إلى محرك فانكل لزيادة مدى السيارة.

, من المفترض أن تصنع 20 سيارة تجريبية في مارس 2011.

## اقرأ أيضا
- أودي
- سيارة تركيب